# Georges Carnus
Georges Carnus, né le 13 août 1942 à Gignac-la-Nerthe (Bouches-du-Rhône), est un footballeur international français.

## Biographie

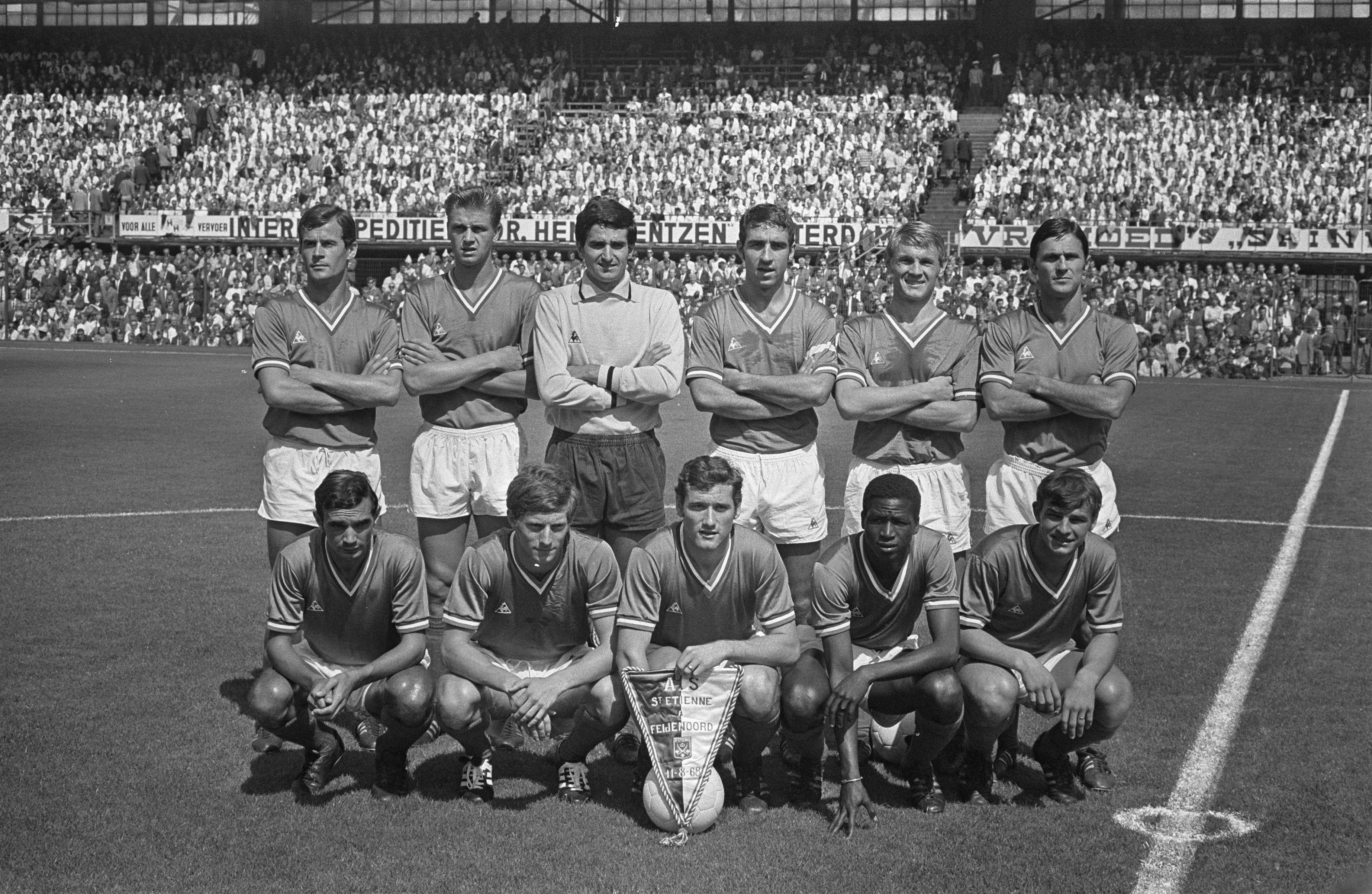
L'équipe stéphanoise en 1968. Carnus est debout, 3e en partant de la gauche.

Suivant l'exemple de son père, ancien gardien amateur qui prodigua au jeune Georges des conseils spécifiques, il commence sa carrière à l'US Marignane. Carnus est ensuite repéré par Germain Régnier qui lui fait signer un contrat à l'AS Aix-en-Provence. Il reçoit sa première sélection en équipe de France à Paris en 1963 pour un match amical face au Brésil qui défait les Bleus par trois buts à deux.
Carnus évolue ensuite dans les meilleures équipes françaises de l'époque (Saint-Étienne, OM) où il remporte quatre titres de champion et trois Coupes de France.

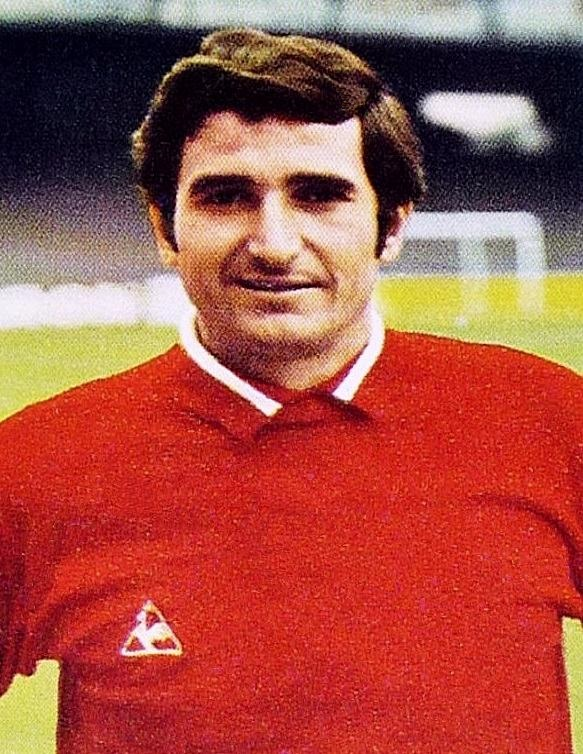
Georges Carnus en 1970.

À cause de la rude concurrence de Marcel Aubour, son total de sélections se limite à 36. Il fait partie de l'équipe de France qui participe à la Coupe du Monde 1966.
Sa carrière s'achève tragiquement en 1974 à la suite d'un grave accident automobile entre Laval et Vitré (28 juin 1974) dans lequel son épouse Christiane et ses trois filles, Nathalie, Marie-Laure et Geraldine périssent. Il est lui-même très grièvement blessé.
Il est alors remplacé dans les buts de l'OM par René Charrier, recruté à Sedan, en même temps que Gérard Migeon, engagé comme doublure et qui avait déjà remplacé Carnus à l'AS Saint-Étienne quand Roger Rocher le chassa de l'équipe en même temps que Bernard Bosquier en 1971.

## Palmarès
- Champion de France 1968, 1969 et 1970 avec Saint-Étienne et 1972 avec Marseille
- Vainqueur de la Coupe de France 1968 et 1970 avec Saint-Étienne et 1972 avec Marseille
- 36 sélections en équipe de France A entre 1963 et 1973.
- Joueur français de l'année en 1970 et 1971.